# 上林県
上林県（じょうりん-けん）は中華人民共和国広西チワン族自治区南寧市に位置する県。

## 歴史
612年（武徳4年）、唐朝により上林県が設置される。1958年、賓陽県と合併し賓林県と改編されるが、翌年上林県が再設置され現在に至る。

## 行政区画
- 鎮：大豊鎮、明亮鎮、巷賢鎮、白圩鎮、三里鎮、喬賢鎮、西燕鎮
- 郷：澄泰郷、木山郷、塘紅郷
- 民族郷：鎮圩ヤオ族郷

## 健康・医療・衛生
- 上林県人民医院

## 人物
- 李錦貴

## その他
2000年代に入ると、上林県にガーナのゴールドラッシュの話が伝わり、一攫千金を夢見た住民がアフリカへ出稼ぎに出る現象が見られた。2013年の時点では、100人ほどがガーナに滞在しており、違法採掘により逮捕される事例も見られた。